# Поход на Литву (1201)
Поход на Литву — поход полоцкого князя Владимира на Литву, состоявшийся в 1201-1202 годах.
Согласно Хронике Ливонии Генриха Латвийского в начале 1201 года между Литвой и Полоцким княжеством возник конфликт из-за претензий на земли земгалов, что побудило полоцкого князя Владимира начать поход на Литву. Войско литовцев, двигавшееся в сторону земли земгалов, узнав о том, что полоцкий князь пришел с войском в Литву, поспешно отказались от похода на земгалов и вернулись. 